# Graphania obsoleta
Graphania obsoleta är en fjärilsart som beskrevs av Howes. 1906. Graphania obsoleta ingår i släktet Graphania och familjen nattflyn. Inga underarter finns listade i Catalogue of Life.